# Kamikaze

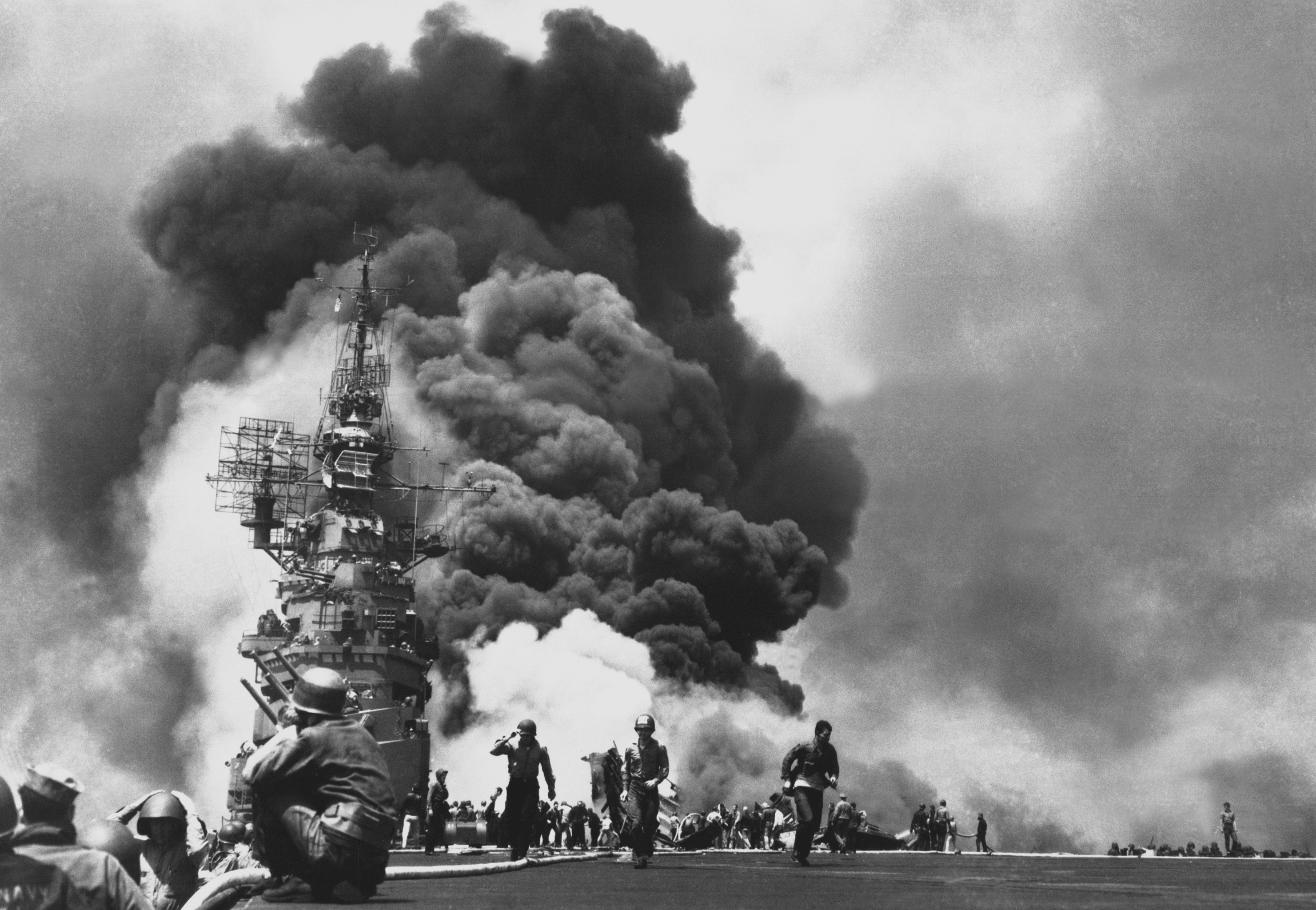
Letadlová loď USS Bunker Hill pár vteřin po druhém zásahu kamikaze 11. května 1945

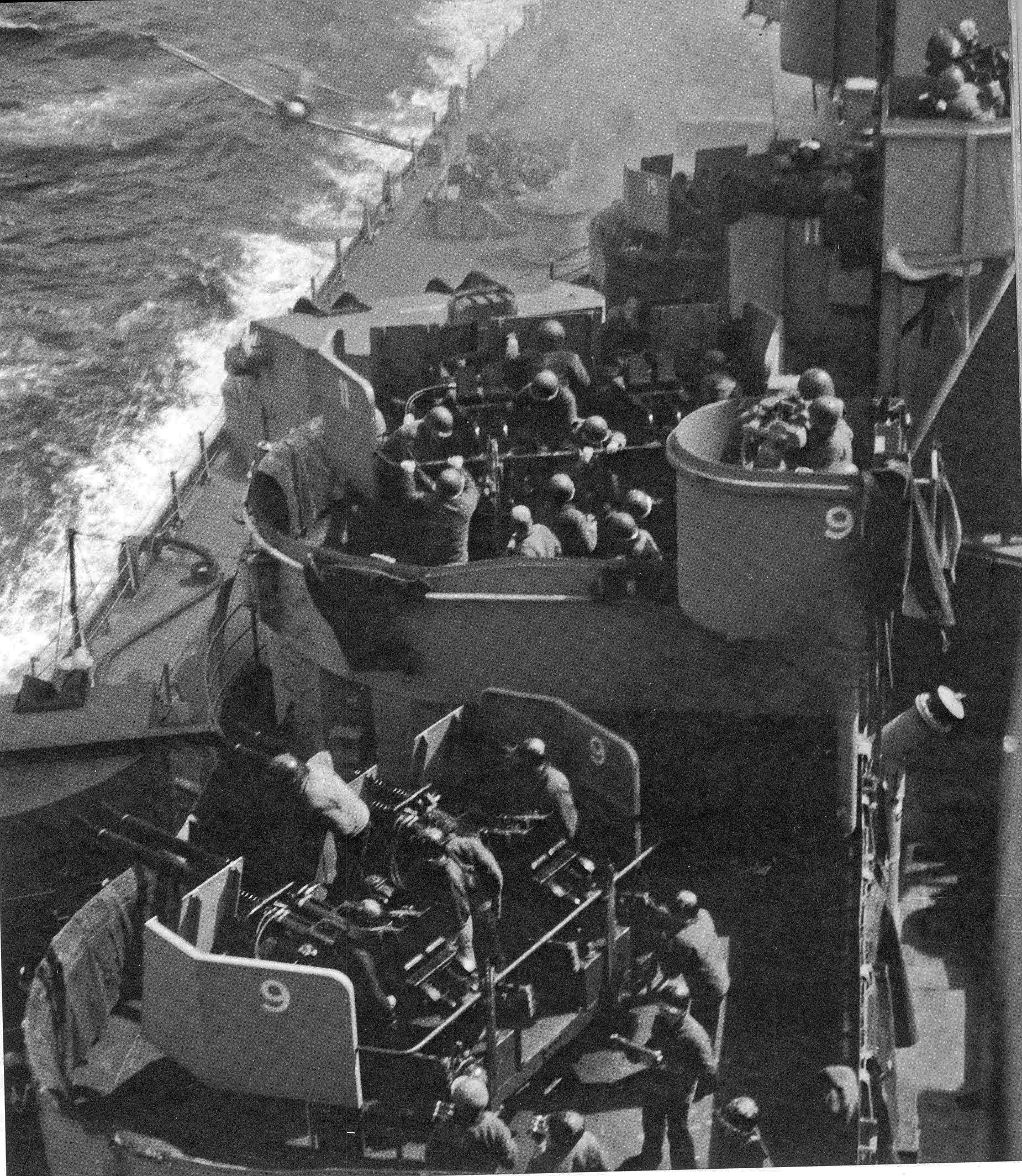
A6M nalétává na bitevní loď USS Missouri 11. dubna 1945 u Okinawy

Kamikaze (神風; znaky mají v japonštině dvojí výslovnost – japonskou kamikaze a sinojaponskou šinpú, což oboje česky znamená božský vítr) bylo původně jméno pro tajfun, který ve 13. století údajně dvakrát rozmetal mongolskou flotilu chystající se k invazi do Japonska a zázračně je tak zachránil. Na konci druhé světové války byl použit k označení japonských sebevražedných letců, jejichž nasazení prosadil v říjnu 1944 japonský admirál Takidžiró Óniši. Správné označení těchto jednotek císařského námořnictva v japonštině znělo Šinpú tokubecu kógekitai (神風特別攻撃隊 ~ Zvláštní jednotky Šinpú), název byl obvykle zkracován na Tokkótai (特攻隊) a tímto termínem jsou tyto jednotky v japonštině označovány dodnes. Termín „kamikaze“, kterému je dávána přednost v západních zemích, nebyl v souvislosti se sebevražednými jednotkami používán, protože má v japonštině poněkud pejorativní charakter.
Tito piloti se s letouny napěchovanými výbušninami vrhali střemhlav na spojenecké lodě. Měli být novým božským větrem, který spasí Japonsko, ale tento cíl nebyl v lidských silách. Kamikaze sice dosáhli určitých úspěchů, ale ty byly příliš draze vykoupeny. Každý úspěch (pokud se vůbec dostavil) znamenal ztrátu pilota i letadla a takové plýtvání si Japonsko nemohlo dovolit.
Po počátečních úspěších začaly být používány i jiné formy sebevražedných útoků. A to sebevražedné motorové čluny (námořní Šinjó a armádní Maru-ni), pilotované bomby Óka, pilotovaná torpéda kaiten a další sebevražedné zbraně a techniky.
Zpočátku to byli dobrovolníci, později často byli mladí muži ke vstupu do těchto jednotek vybídnuti, neexistuje ale žádný záznam o tom, že by některý z nich byl k účasti nucen či že by voják, který odmítl, byl nějakým způsobem perzekvován. Výběr členů těchto jednotek byl značně omezen, až na několik málo výjimek byli do jednotek přijímáni mladí svobodní muži, obvykle nebyli přijímáni jedináčci. K přijímání mladých mužů existovaly dva závažné důvody. První z nich byl psychologický – obětování mladého, „čistého“ života bylo často přirovnáváno k opadávání rozkvetlých květů sakury a působilo tak na lidské emoce mnohem více, než smrt starých zkušených vojáků. Druhý důvod byl čistě pragmatický – obětovat starší zkušené piloty by pro slábnoucí japonskou armádu představovalo mnohem větší ztrátu, než smrt mladých nezkušených mužů, kteří před svou misí obvykle prošli pouze základním výcvikem.

## Nasazení kamikaze

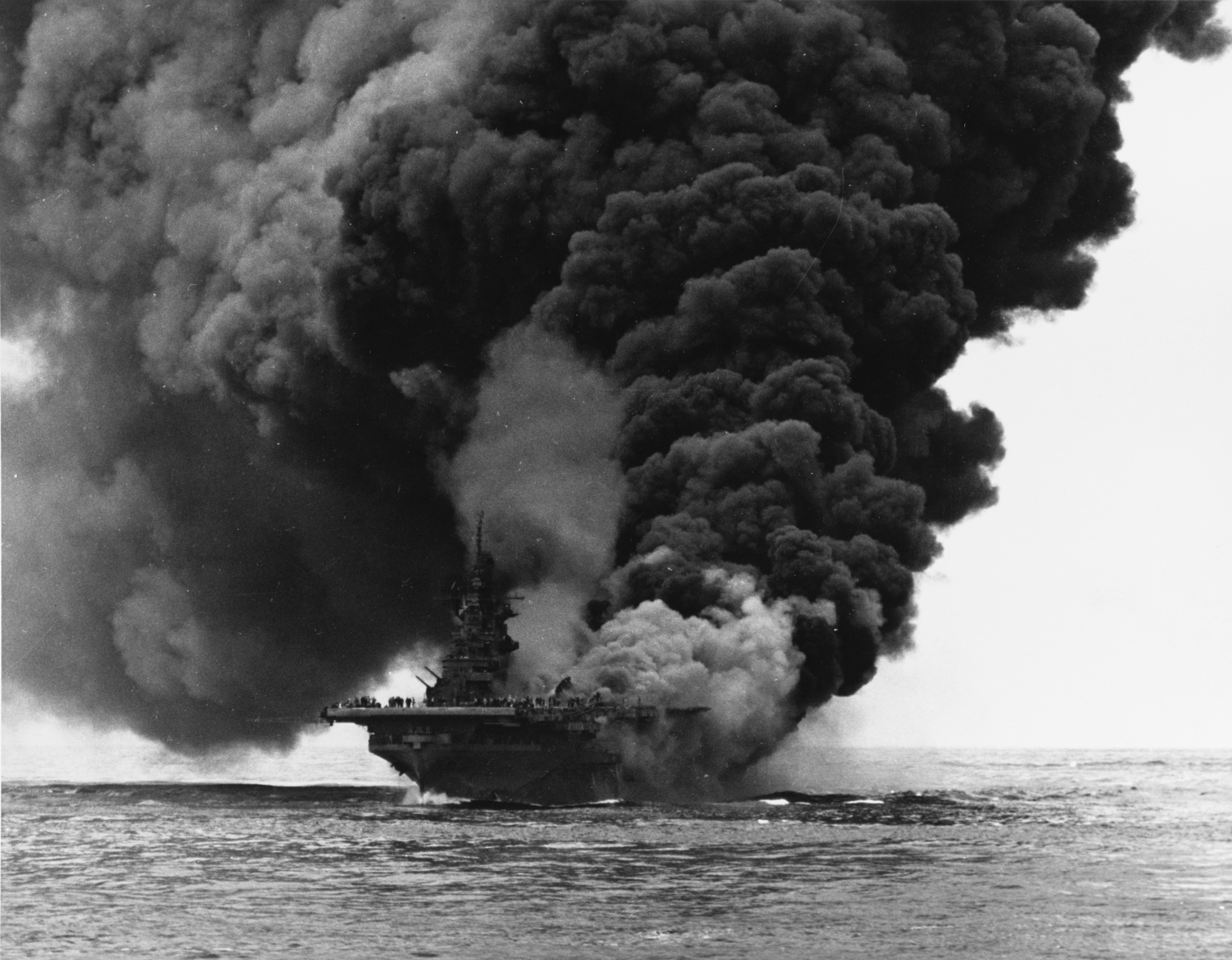
Letadlová loď USS Bunker Hill po dvou zásazích kamikaze 11. května 1945

Za první útok kamikaze je někdy považován incident z 21. října 1944, kdy byl těžký křižník HMAS Australia u Leyte zasažen osamělým sebevražedným útokem. V tomto případě se ale ještě nejednalo o organizovaný útok a neznámý pilot, který tento útok provedl, nepatřil k čerstvě zformované Ónišiho speciální útočné jednotce (特別攻撃隊; tokubecu kógeki tai). Útočníkem byl pravděpodobně jeden z pilotů 6. hiko dan 2. hiko šidan japonského císařského armádního letectva. Organizované sebevražedné nálety začaly 25. října během bitvy u Leyte, kdy byla kromě několika poškozených lodí potopena eskortní letadlová loď USS St. Lo (útok vedený pilotem Jukio Seki).
Přehled potopených lodí pomocí kamikaze:
- při obraně Filipín
  - 2 eskortní letadlové lodě St Lo (25. 10.) a Ommaney Bay (4. 1.)
  - 1 torpédoborec Abner Read (1. 11.)
  - 3 minolovky Long (6. 1.) a další dvě (7. 1.)
- při obraně Iwodžimy
  - 1 eskortní letadlová loď Bismarck Sea (21. 2.)
  - 1 torpédoborec Finnegan (26. 2. – torpédem Kaiten)
- při obraně Okinawy
  - 12 torpédoborců Bush, Colhoun, Emmons (všechny 6. 4.), Mannery L.  Abele (12. 4. Óka), Pringle (16. 4.), Little (3. 5.), Lucce (4. 5.), Morrison (4. 5.), Drexler (28. 5.), William D.  Porter (10. 6.), Twiggs (16. 6.) a Callaghan (29. 7.)
  - 2 eskortní torpédoborce Bates (23. 5.) a Barry (21. 6.)
  - 3 výsadkové čluny LST 447 (6. 4.), LCS 33 (12. 4.) a LSM 59 (21. 6.)
  - 3 muniční lodě Hobbs Victory, Logan Victory (obě 6. 4.) a Canada Victory (27. 4.)
  - 3 raketové čluny LSM 195 (3. 5.), LSM 190 (4. 5.), LSM 194 (4. 5.)

Během obrany Okinawy uskutečnili kamikaze 1900 útoků, při nichž potopili 32 lodí, poškodili 368 lodí, zabili 4907 mužů a zranili 4821 mužů.

## Německé sebevražedné jednotky
Po příkladu japonských pilotů zřídilo letku pilotů-sebevražedných útočníků na jaře roku 1945 i Německo. Jmenovala se podle legendárního krále Sparty, který zastavil postup perských armád na městský stát v jihovýchodní části Peloponésu, Leonidas. Před prvním bojovým nasazením prý německé sebevražedné letce přijal nacistický ministr propagandy Joseph Goebbels se slovy: „Svými činy se nesmrtelně zapíšete do knihy německých hrdinů.“ První nasazení pilotů z letky Leonidas se uskutečnilo 12. dubna 1945 na východní frontě. Letci měli za úkol zničit pontonový most postavený postupující Rudou armádou u města Zellinu v dnešním Polsku. Na most zaútočil pětadvacetiletý Ernst Beichl s letadlem Focke-Wulf Fw 190 s půltunovou bombou. Celkem nacisté proti Rudé armádě provedli 35 sebevražedných útoků, které zničily 17 pontonových mostů. Koncem dubna však velení letku Leonidas rozpustilo. Během několika hodin byli Rusové schopni zničené mosty obnovit. Pro vyčerpané Německo tak bylo vedení boje tímto způsobem neefektivní a ztráty lidských životů zbytečné.